# Everything You Say
Everything You Say (с англ. — «Всё, Что Ты Говоришь») — песня американской рок-группы The Cars, пятый трек с альбома Door to Door.

## О песне
Песня была написана вокалистом, ритм-гитаристом и автором песен Риком Окасеком, спета басистом и вокалистом Бенджамином Орром. Продюсером был Окасек с клавишником группы в роли дополнительного продюсера Грегом Хоуксом.
Песня впервые была сыграна вживую 17 октября 1987 года во время тура "Door to Door Tour".

## Участники записи
- Рик Окасек — гитара, бэк-вокал
- Бенджамин Орр — вокал, бас-гитара
- Грег Хоукс — бэк-вокал, клавишные
- Эллиот Истон — бэк-вокал, соло-гитара
- Дэвид Робинсон — бэк-вокал, ударные